# Lill-Hallarsjön
Lill-Hallarsjön är en sjö i Härjedalens kommun i Härjedalen och ingår i Ljusnans huvudavrinningsområde. Sjön har en area på 0,226 kvadratkilometer och ligger 492,1 meter över havet.

## Delavrinningsområde
Lill-Hallarsjön ingår i det delavrinningsområde (686967-140698) som SMHI kallar för Utloppet av Lill-Hallarsjön. Medelhöjden är 514 meter över havet och ytan är 6,74 kvadratkilometer. Det finns inga avrinningsområden uppströms utan avrinningsområdet är högsta punkten. Vattendraget som avvattnar avrinningsområdet har biflödesordning 4, vilket innebär att vattnet flödar genom totalt 4 vattendrag innan det når havet efter 291 kilometer. Avrinningsområdet består mestadels av skog (48 procent) och sankmarker (34 procent). Avrinningsområdet har 0,31 kvadratkilometer vattenytor vilket ger det en sjöprocent på 4,6 procent.